# Николаевски регионален художествен музей „Василий Верешчагин“
Николаевският художествен музей „Василий Верешчагин“ (на украински: Миколаївський обласний художній музей імені В. В. Верещагіна) е музей на изкуствата в Николаев, Украйна. Музеят се помещава в сграда №47 на ул. „Велика Морска“, архитектурен паметник от втората половина на XIX век.

## История

### Предпоставки за основаване
Основна роля в създаването на Николаевския художествен музей играе Николай Гедройц. Живеещ в Николаев, княз Гедройц е инициатор на създаването на Дружеството за изящни изкуства, което през 1913 г. има повече от 100 члена и обединява николаевски художници и поддръжници на изкуството. Един от настойниците и член на Дружеството е Великият княз Кирил Владимирович.
По инициатива на Гедройц, организационният комитет към Дружеството се обръща с писмо до председателя на Художествената академия, в което се посочва: „Името на Василий Верешчагин, като бивш ученик на военноморското училище, който освен това загина толкова трагично в стихиите на морето, е свързано с изключително трогателно уважение сред моряците. И ние, жителите на Николаев, се надяваме да успеем да увековечим паметта на известния художник и философ... който така блестящо прослави нашата родина със своя гений“.

### Основаване на музея
Музеят е основан през 1914 г. от членове на местното Дружество за изящни изкуства като паметник на художника Василий Верешчагин. Първата колекция на музея се намира в бившата сграда на военния затвор и съдържа произведения, дарени от Руската академия на изкуствата (Санкт Петербург), Руския музей на император Александър III (днес Държавен руски музей), както и лични вещи, изпратени от вдовицата на Верешчагин – Лидия Василевна.
Голяма помощ при основаването на музея и именуването му „Василий Верешчагин“ е дадена от художника Иля Репин, който одобрява и подкрепя инициативата на Гедройц. В писмо до военноморското министерство, Репин подчертава: „Формата за изразяване на почитта ни към светлата памет на покойния В. В. Верешчагин – основаване на художествен музей на неговото име в морския град Николаев, е съвсем подходяща и най-добре увековечава образа на художника патриот като поучителен пример за бъдещите поколения“.
След като Руската академия на изкуствата и Руският музей се съгласяват да прехвърлят произведенията на Верешчагин и на други известни художници към музея в Николаев, членове на Съвета на Дружеството за изящни изкуства, се обръщат към Градската дума с благодарност и молба за обособяването на отделни помещения за музея. Думата, заедно с кмета на града, решават да предоставят на музея помещенията на Николаевския клон на Императорското техническо общество.
В същото време на призиви за помощ за попълване на колекцията на музея откликват меценати, които се съгласяват да прехвърлят произведения от частните си колекции. Вдовицата на Верешчагин предава личните вещи на художника, а Ломоносовата фабрика за порцелан изпраща порцеланови изделия в Николаев. Планирани са изложби и продажби на картини и други произведения на изкуството. Всичко това прави практически невъзможно излагането на музейните експонати в предоставеното ограничено пространство.
Така отново възниква въпросът за нови помещения. Отново Репин помага с разрешаването му, пишейки писма до императора и до военноморския министър Иван Григорович, както и до други длъжностни лица.
На 22 септември 1912 г. главният инспектор на отдела за военноморско строителство, изпълнявайки правителствената поръчка, наема за период от 12 години помещенията на една от най-добрите сгради в града за 12 години – военния затвор. По това време, помещенията на военния затвор се смятат за най-подходящи, както заради размера си, така и заради централното си разположение. Сградата е построена под формата на двуетажен дворец, по поръчка на Григорий Потьомкин и по проект на петербургския архитект Иван Старов в класически стил. Планира се музеят да бъде разположен на втория етаж, а художествените работилници, художественото училище и други спомагателни помещения да бъдат разположени на първия етаж.
Откриването на Николаевския художествен музей се състоя на 6 юни 1914 г. (нов стил), в памет на 10-ата годишнина от трагичната смърт на капитана на линейния кораб „Петропавловск“ вицеадмирал Степан Макаров и на художника Василий Верешчагин.
Основата на музейната експозиция е съставена от 148 различни произведения (картини, скици и рисунки) на Верешчагин, които са получени от Руския музей на император Александър III. Сред тях най-забележителните са 20 картини, три от които са показани през декември 1914 г. в Санкт Петербург на мемориалната изложба на произведения на Верешчагин.

### Съдействие на Руската академия на изкуствата
В същото време Руската академия на изкуствата изпраща в Николаев 29 творби на известни руски художници и скулптори. Музейната колекция включва произведения на Иван Айвазовски („Пушкин на брега на морето“), Михаил Авилов („Иван Грозни на разходка“), Владимир Маковски („Букинист“), Константин Крижицки („Щил“), на Данило Крайнев, Василий Поленов, Франц Рубо. Впоследствие са получени още 9 творби. Освен картините, към музейната колекция са добавени скулптури на Марк Антоколски („Иван Грозни“), Владимир Беклемишев („Света Варвара“).
Освен Художествената академия, Дружество „Архип Куинджи“ изпраща три пейзажа на майстора в музея („Планински пейзаж“, „Марина“, „Зимен пейзаж“).

### Създаване на първата музейна колекция
Ломоносовата фабрика за порцелан дарява уникални колекции от декоративно-приложно изкуство.
Частни колекционери и жители на града даряват картини на видни руски и чуждестранни художници. Самият инициатор на музея – Гедройц, дарява 11 рисунки на Верешчагин.
Сред най-почетните гости на откриването на музея е синът на Верешчагин. Благодарение на личните вещи на художника, дарени от семейството, е пресъздаден работния кабинет на Верешчагин.
Художествено училище с курсове по рисуване започва работа към музея, с първоначална група от 120 ученици. За възрастните са организирани уроци по тъкане на килими, ръководени от майсторка от Курска губерния.

## Съветски период
След Октомврийската революция колекцията на музея е допълнена с произведения от национализирани частни колекции, картини на Руфин Судковски (дарени през 1924 г. от брата на художника), произведения на съветски майстори, произлезли от Всеукраинския комитет за изкуства.
В навечерието на Втората световна война колекцията на музея включва почти 1 000 произведения. По време на немската окупация музеят е разграбен.
Възстановяването на музея започва веднага след освобождението на града. През 1945 г. музеят възобновява работата си в малко старо имение. Намерени са някои произведения Верешчагин, негови лични вещи, произведения на Айвазовски, Судковски, Антоколски и други. Голяма помощ при формирането на следвоенната колекция оказват Киевската художествена галерия, Киевският музей на западното и източното изкуство и Одеският художествен музей.
През 70-те и 80-те години колекцията на музея непрекъснато се допълва с постъпления от Дирекцията за художествени изложби на Министерствата на културата на СССР и Украинска ССР, Съюзите на художниците на СССР и на Украинска ССР, и други организации, както и от лични колекции.
В периода 1980 – 1990 г. при допълването на музейния фонд е обърнато специално внимание на художествените традиции на региона. Творбите на най-старите николаевски художници Данило Крайнев, Руслан Соколовски и други. Днес музеят притежава най-голямата колекция от произведения на съвременни николаевски художници.
През 1986 г. музеят се премества в нова сграда. В неговите зали на втория и третия етаж се разгърна експозиция на националното изкуство, която включва произведения на живописта, скулптурата, декоративно-приложното изкуство, графиката. В отделна зала на музея са изложени произведения на западноевропейското изкуство.

## В независима Украйна
През 2002 г. музеят е награден със златен медал от Руската академия на изкуствата за Благотворителния фонд за опазване наследството на Василий Верещагин за реставрация на творбите на художника, съхраняване и популяризиране на творчеството на майстора.
На 28 юли 2009 г., с решение на президиума на Украинската академията на изкуствата, музеят е награден със сребърен медал за популяризиране на изкуството, заслуги в естетическото възпитание на младото поколение и във връзка с 95-ата годишнина от основаването му.

## Филиали
Към структурата на Художествения музей „Василий Верешчагин“ се числят следните музеи филиали:
- Музей на морската живопис „Руфин Судковски“,
- Вознесенски художествен музей „Йевхен Кибрик“.

## Галерия
- „Канибал“, Василий Верешчагин
- „Писмо до семейството“, Василий Верешчагин
- „Влизането на Йоан IV в Казан“, Пьотр Шамшин